# Phrudocentra trimaculata
Phrudocentra trimaculata är en fjärilsart som beskrevs av W. Warren 1901. Phrudocentra trimaculata ingår i släktet Phrudocentra och familjen mätare. Inga underarter finns listade i Catalogue of Life.